# Wonder Cave

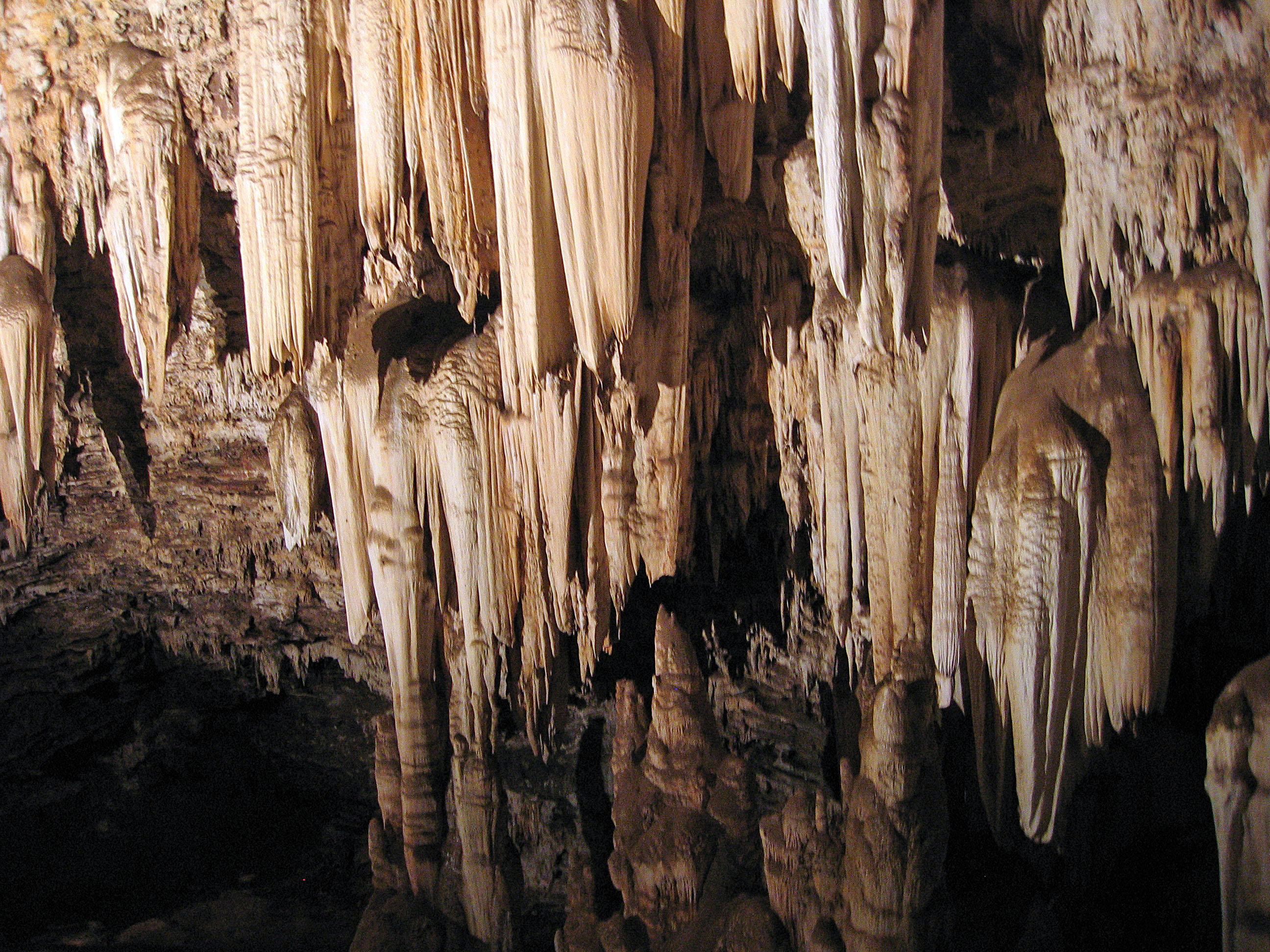
Stalaktiten in der Wonder Cave

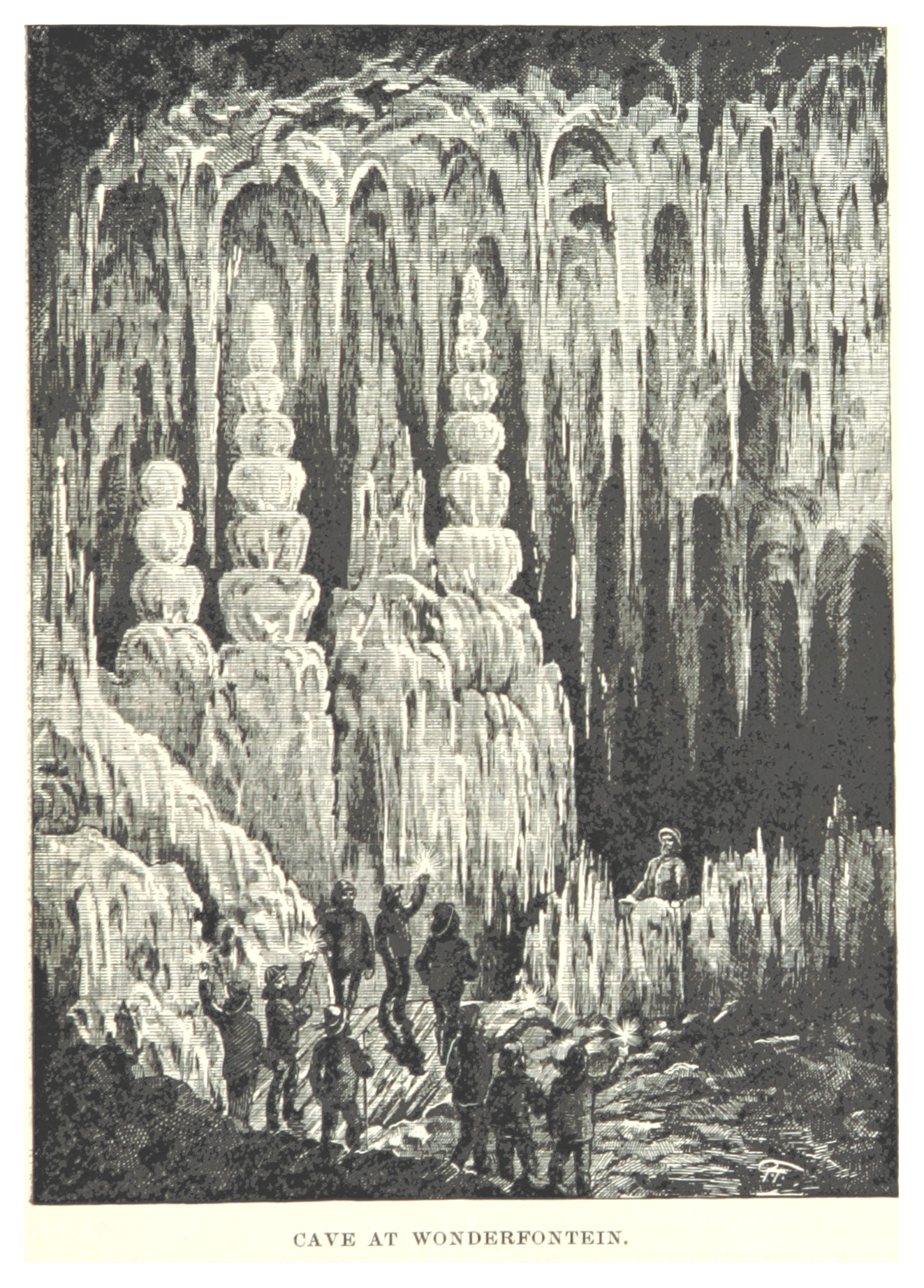
Höhlenbesucher der Wonder Cave (um 1880)

Die Wonder Cave ist die drittgrößte Höhle Südafrikas. Sie liegt nahe Kromdraai, nordwestlich von Johannesburg, in der Provinz Gauteng. Sie gehört zum UNESCO-Weltkulturerbe Cradle of Humankind.
Ihr Alter wird auf 1,5 Millionen Jahre geschätzt. Sie besteht aus einer einzelnen Höhle von 125 Meter Länge und 154 Meter Breite, die bis zu 60 Meter tief liegt. Die maximale Deckenhöhe beträgt rund 15 Meter. Die Höhle ist über eine Treppe in einem Einstiegsschacht zugänglich.
Nach ihrer Entdeckung am Ende des 19. Jahrhunderts wurden die Tropfsteine zur Gewinnung von gebranntem Kalk weitgehend abgebaut. Der Abbau stoppte mit Beginn des Zweiten Burenkrieges und wurde anschließend nicht wieder aufgenommen.
Die Höhle ist für Besucher im Rahmen von geführten Touren zugänglich. Der Eingang befindet sich am Besucherzentrum des Rhino and Lion Nature Reserve, etwa 2,5 Kilometer außerhalb von Kromdraai.